# Іракліо
Іракліо (грец. Ηράκλειο), за кафаревусою Іракліон — місто в Греції, в периферії Аттика, передмістя в північно-західній частині Афінської столичної області.
Назва міста сходить до найдавніших часів. За османської доби воно було відоме як Араклі.

## Розташування і транспорт
Іракліо пов'язаний зі столицею гілкою ІСАП Афінського метрополітену. Місто розташоване у безпосередній близькості до двох виїздів на автостраду Аттікі-Одос № 6/E9, який також доступний з GR-1/E75 (Афіни — Ламія — Салоніки) і GR-8/E94. На південний схід від міста прокладена Грецька національна автомагістраль 1 і проспект Кіфісіас. На південний захід від Іралкіо лежить місто Марафон. Одна з основних вулиці міста поєднує його із іншими афінськими передмістями Пефкі і Кіфісія.

## Міста-побратими
- Мюльдорф-на-Інні, Німеччина